# Straßenbahn Brest
Die Straßenbahn Brest (französisch Tramway de Brest) ist ein am 23. Juni 2012 neu in Betrieb gegangenes Straßenbahnsystem in der zweitgrößten Stadt der Bretagne. Sie ist der Nachfolger eines Straßenbahnnetzes, das von 1898 bis 1944 in Brest betrieben wurde.

## Geschichte

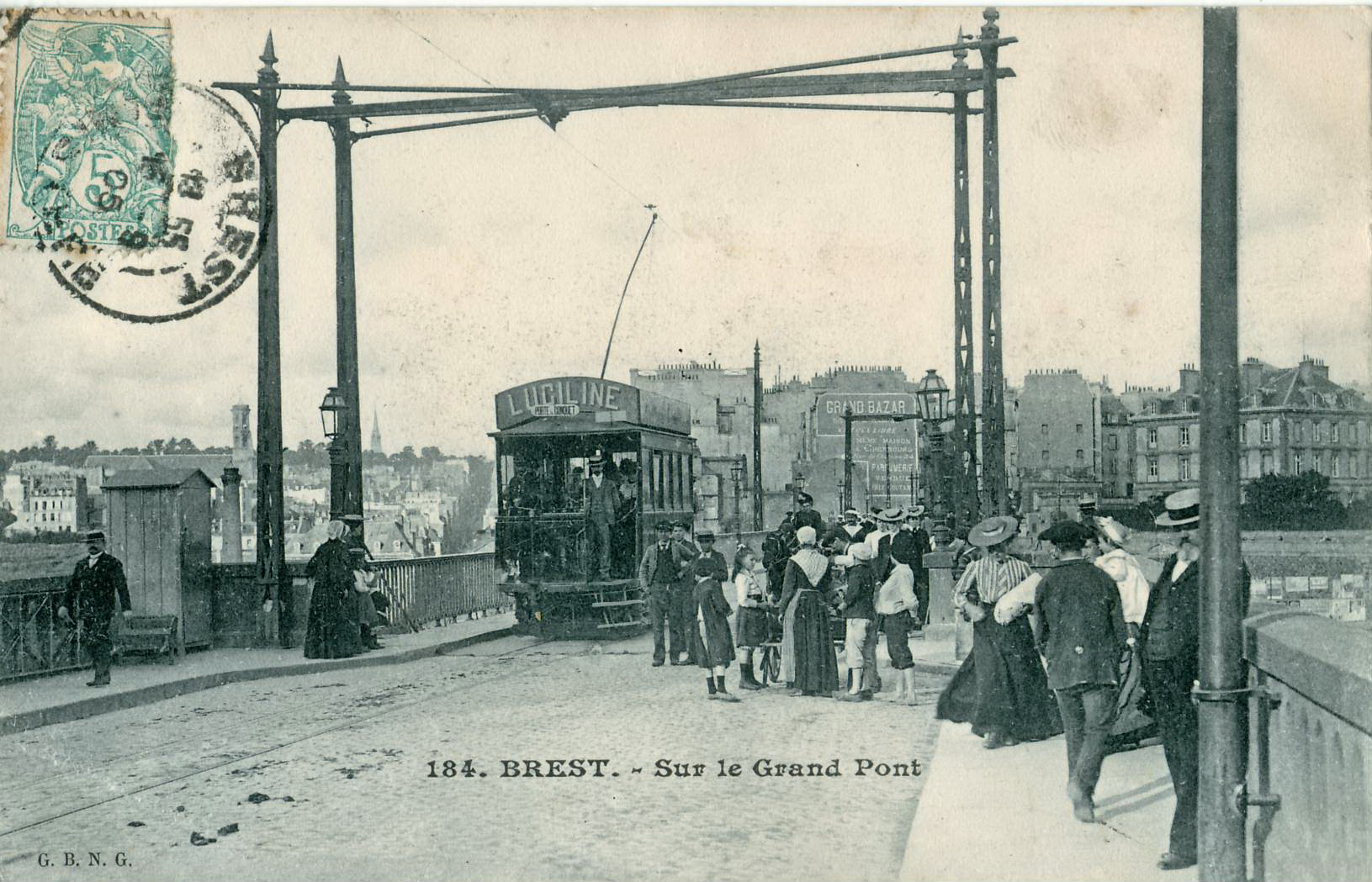
Ehemalige Straßenbahn Brest (Spitzname: die gelbe Gefahr) auf der Pont National, vor 1905.

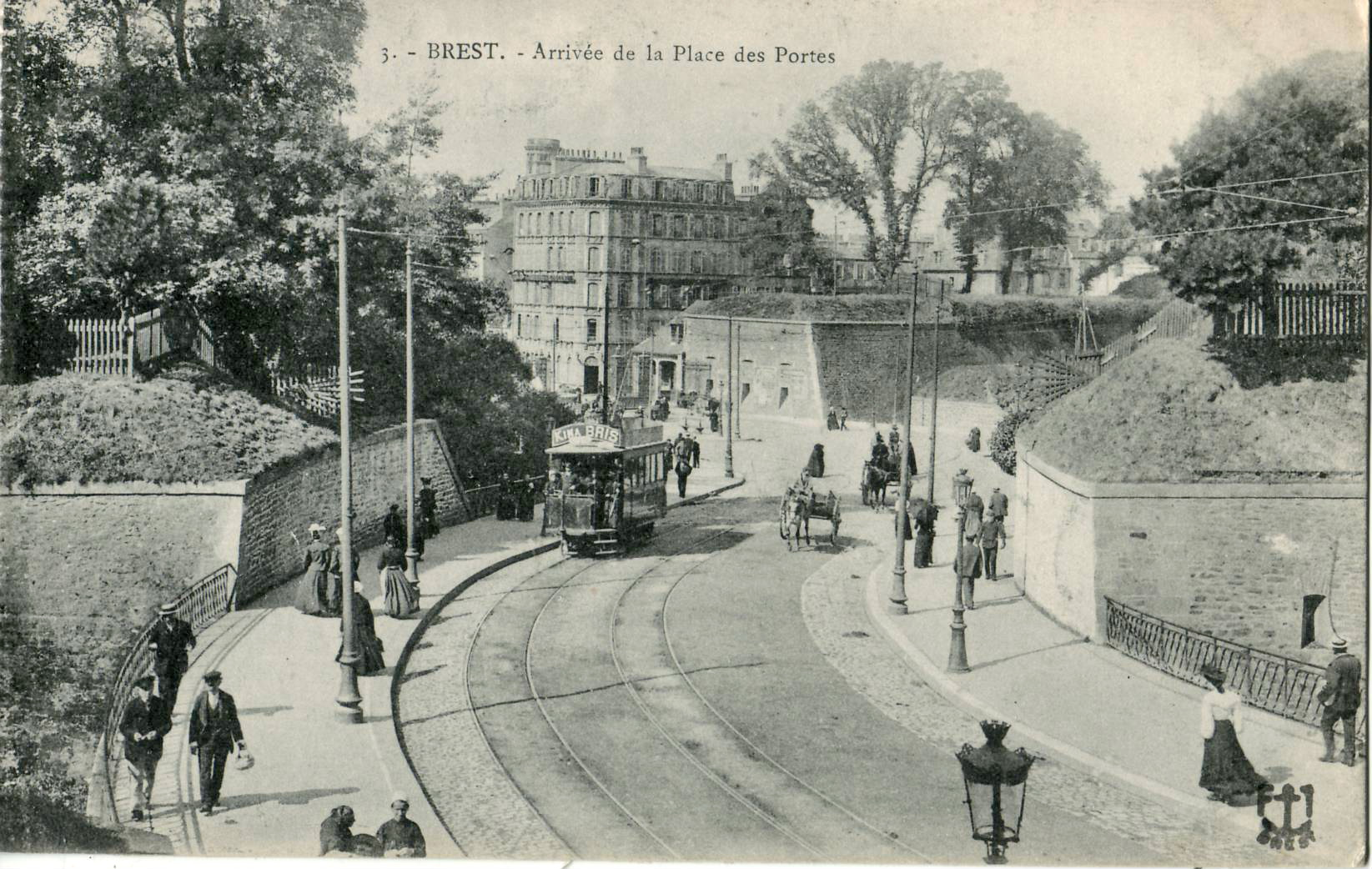
Ehemalige Straßenbahn Brest, etwa 1907

Im Jahr 1898 wurden die ersten beiden Strecken der Straßenbahn Brest eröffnet. Das Netz war bis zur Bombardierung der Stadt im Jahr 1944 in Betrieb. Ab 1947 verkehrten dann Oberleitungsbusse in der Stadt. Diese verkehrten auf drei Linien, wofür 30 Fahrzeuge zur Verfügung standen. Ab 1963 wurden zur Modernisierung des Wagenparks dieselbetriebene Omnibusse angeschafft. Ab 1965 wurde der Ein-Mann-Betrieb auf den Omnibussen eingeführt, während die Obusse weiterhin mit zwei Fahrern besetzt werden mussten. Aus Gründen der Personaleinsparung wurde deshalb der Obusbetrieb am 9. November 1970 eingestellt.
Die Idee, eine neue Straßenbahn in Brest zu bauen, brachte 1984 Georges Lombard auf. Bei einer konsultativen Volksabstimmung im Jahr 1990 wurde der Bau einer neuen Straßenbahn allerdings abgelehnt. Erst François Cuillandre, der seit 2001 Bürgermeister von Brest ist, nahm die Straßenbahn in sein Wahlprogramm auf.

## Die erste neue Strecke
| \| \| km \| \| \| \| \| 0,00 \| Gleisende \| 89 m \| \| \| 0,12 \| Überleitstelle \| 87 m \| \| \| 0,16 \| Porte de Plouzané \| 86 m \| \| \| 0,21 \| Überleitstelle \| 86 m \| \| \| 0,24 \| Depot und Werkstätten \| 85 m \| \| \| 0,95 \| Fort Montbarey \| 91 m \| \| \| 1,48 \| Keranroux \| 96 m \| \| \| 2,10 \| Coat Tan \| 97 m \| \| \| 2,60 \| Vali-Hir \| 95 m \| \| \| 3,24 \| Polygone \| 83 m \| \| \| 4,00 \| Dupuy de Lôme \| 62 m \| \| \| 4,57 \| Les Capucins \| 52 m \| \| \| 4,77 \| Überleitstelle \| 52 m \| \| \| 4,94 \| Saint-Exupéry \| 51 m \| \| \| 5,23 \| Mac Orlan \| 40 m \| \| \| 5,63 \| Recouvrance \| 23 m \| \| \| 5,72 \| Überleitstelle \| 17 m \| \| \| 5,87 \| Pont de Recouvrance Penfeld (Hebebrücke) \| 4 m \| \| \| 6,02 \| Überleitstelle \| 17 m \| \| \| 6,18 \| Château/Kastell Seilbahn nach Ateliers \| 32 m \| \| \| 6,59 \| Siam \| 41 m \| \| \| 6,92 \| Linie B geplant (Kreuzung eingebaut) \| 50 m \| \| \| 6,97 \| Liberté/Frankiz \| 53 m \| \| \| 7,00 \| Abzweigung Linie B (Weiche eingebaut) \| 53 m \| \| \| 7,26 \| Jean Jaurès \| 61 m \| \| \| 7,31 \| Überleitstelle \| 68 m \| \| \| 7,55 \| Saint Martin \| 76 m \| \| \| 7,93 \| Octroi \| 90 m \| \| \| 8,29 \| Pilier Rouge/Pilier Ruz \| 99 m \| \| \| 8,80 \| Place de Strasbourg \| 102 m \| \| \| 9,35 \| Menez Paul \| 84 m \| \| \| \| Überleitstelle \| 72 m \| \| \| 9,93 \| Europe/Europa \| 70 m \| \| \| 10,35 \| Pontanézen \| 83 m \| \| \| 10,66 \| \| 84 m \| \| \| 11,35 \| Eau Blanche \| 72 m \| \| \| 11,87 \| Kerlaurent \| 79 m \| \| \| 12,54 \| Porte de Guipavas \| 74 m \| \| \| 11,08 \| Mesmerrien \| 82 m \| \| \| 11,62 \| Kergaradec/Kergaradeg \| 84 m \| \| \| 12,34 \| Porte de Gouesnou \| 94 m \| |       |                                          |       |
| | km    |                                          |       |
| | 0,00  | Gleisende                                | 89 m  |
| U-Bahn-Überleitstelle / Spurwechsel rechts | 0,12  | Überleitstelle                           | 87 m  |
| U-Bahn-Bahnhof | 0,16  | Porte de Plouzané                        | 86 m  |
| U-Bahn-Überleitstelle / Spurwechsel links | 0,21  | Überleitstelle                           | 86 m  |
| U-Bahn-Abzweig geradeaus, nach links und von links · U-Bahn-Betriebs-/Güterbahnhof Streckenende und quer | 0,24  | Depot und Werkstätten                    | 85 m  |
| U-Bahn-Haltepunkt / Haltestelle | 0,95  | Fort Montbarey                           | 91 m  |
| U-Bahn-Haltepunkt / Haltestelle | 1,48  | Keranroux                                | 96 m  |
| U-Bahn-Haltepunkt / Haltestelle | 2,10  | Coat Tan                                 | 97 m  |
| U-Bahn-Haltepunkt / Haltestelle | 2,60  | Vali-Hir                                 | 95 m  |
| U-Bahn-Haltepunkt / Haltestelle | 3,24  | Polygone                                 | 83 m  |
| U-Bahn-Haltepunkt / Haltestelle | 4,00  | Dupuy de Lôme                            | 62 m  |
| U-Bahn-Haltepunkt / Haltestelle | 4,57  | Les Capucins                             | 52 m  |
| U-Bahn-Überleitstelle / Spurwechsel links | 4,77  | Überleitstelle                           | 52 m  |
| U-Bahn-Haltepunkt / Haltestelle | 4,94  | Saint-Exupéry                            | 51 m  |
| U-Bahn-Haltepunkt / Haltestelle | 5,23  | Mac Orlan                                | 40 m  |
| U-Bahn-Haltepunkt / Haltestelle | 5,63  | Recouvrance                              | 23 m  |
| U-Bahn-Überleitstelle / Spurwechsel links | 5,72  | Überleitstelle                           | 17 m  |
| U-Bahn-Brücke über Wasserlauf | 5,87  | Pont de Recouvrance Penfeld (Hebebrücke) | 4 m   |
| U-Bahn-Überleitstelle / Spurwechsel links | 6,02  | Überleitstelle                           | 17 m  |
| U-Bahn-Haltepunkt / Haltestelle | 6,18  | Château/Kastell Seilbahn nach Ateliers   | 32 m  |
| U-Bahn-Haltepunkt / Haltestelle | 6,59  | Siam                                     | 41 m  |
| U-Bahn-Kreuzung (Querstrecke außer Betrieb) · U-Bahn-Strecke quer (außer Betrieb) | 6,92  | Linie B geplant (Kreuzung eingebaut)     | 50 m  |
| U-Bahn-Haltepunkt / Haltestelle | 6,97  | Liberté/Frankiz                          | 53 m  |
| U-Bahn-Abzweig geradeaus und ehemals von rechts | 7,00  | Abzweigung Linie B (Weiche eingebaut)    | 53 m  |
| U-Bahn-Haltepunkt / Haltestelle | 7,26  | Jean Jaurès                              | 61 m  |
| U-Bahn-Überleitstelle / Spurwechsel links | 7,31  | Überleitstelle                           | 68 m  |
| U-Bahn-Haltepunkt / Haltestelle | 7,55  | Saint Martin                             | 76 m  |
| U-Bahn-Haltepunkt / Haltestelle | 7,93  | Octroi                                   | 90 m  |
| U-Bahn-Haltepunkt / Haltestelle | 8,29  | Pilier Rouge/Pilier Ruz                  | 99 m  |
| U-Bahn-Haltepunkt / Haltestelle | 8,80  | Place de Strasbourg                      | 102 m |
| U-Bahn-Haltepunkt / Haltestelle | 9,35  | Menez Paul                               | 84 m  |
| U-Bahn-Überleitstelle / Spurwechsel links |       | Überleitstelle                           | 72 m  |
| U-Bahn-Haltepunkt / Haltestelle | 9,93  | Europe/Europa                            | 70 m  |
| U-Bahn-Haltepunkt / Haltestelle | 10,35 | Pontanézen                               | 83 m  |
| | 10,66 |                                          | 84 m  |
| U-Bahn-Haltepunkt / Haltestelle · U-Bahn-Strecke | 11,35 | Eau Blanche                              | 72 m  |
| U-Bahn-Haltepunkt / Haltestelle · U-Bahn-Strecke | 11,87 | Kerlaurent                               | 79 m  |
| U-Bahn-Kopfbahnhof Streckenende · U-Bahn-Strecke | 12,54 | Porte de Guipavas                        | 74 m  |
| U-Bahn-Haltepunkt / Haltestelle | 11,08 | Mesmerrien                               | 82 m  |
| U-Bahn-Haltepunkt / Haltestelle | 11,62 | Kergaradec/Kergaradeg                    | 84 m  |
| U-Bahn-Kopfbahnhof Streckenende | 12,34 | Porte de Gouesnou                        | 94 m  |

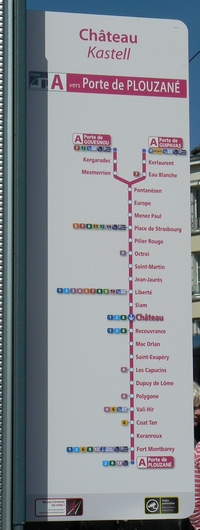
Haltestellenschild

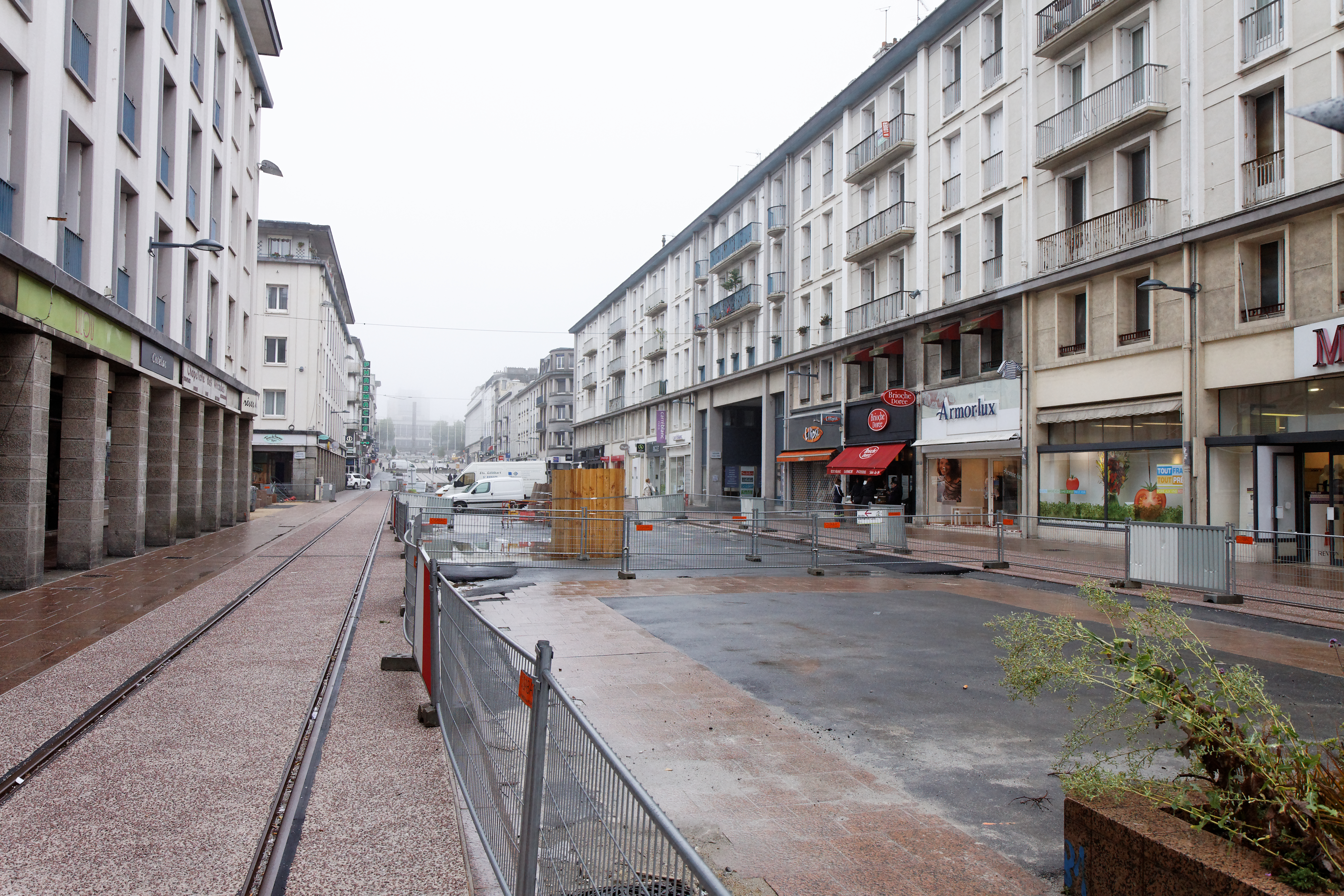
Umbau der Rue de Siam im Juni 2011.

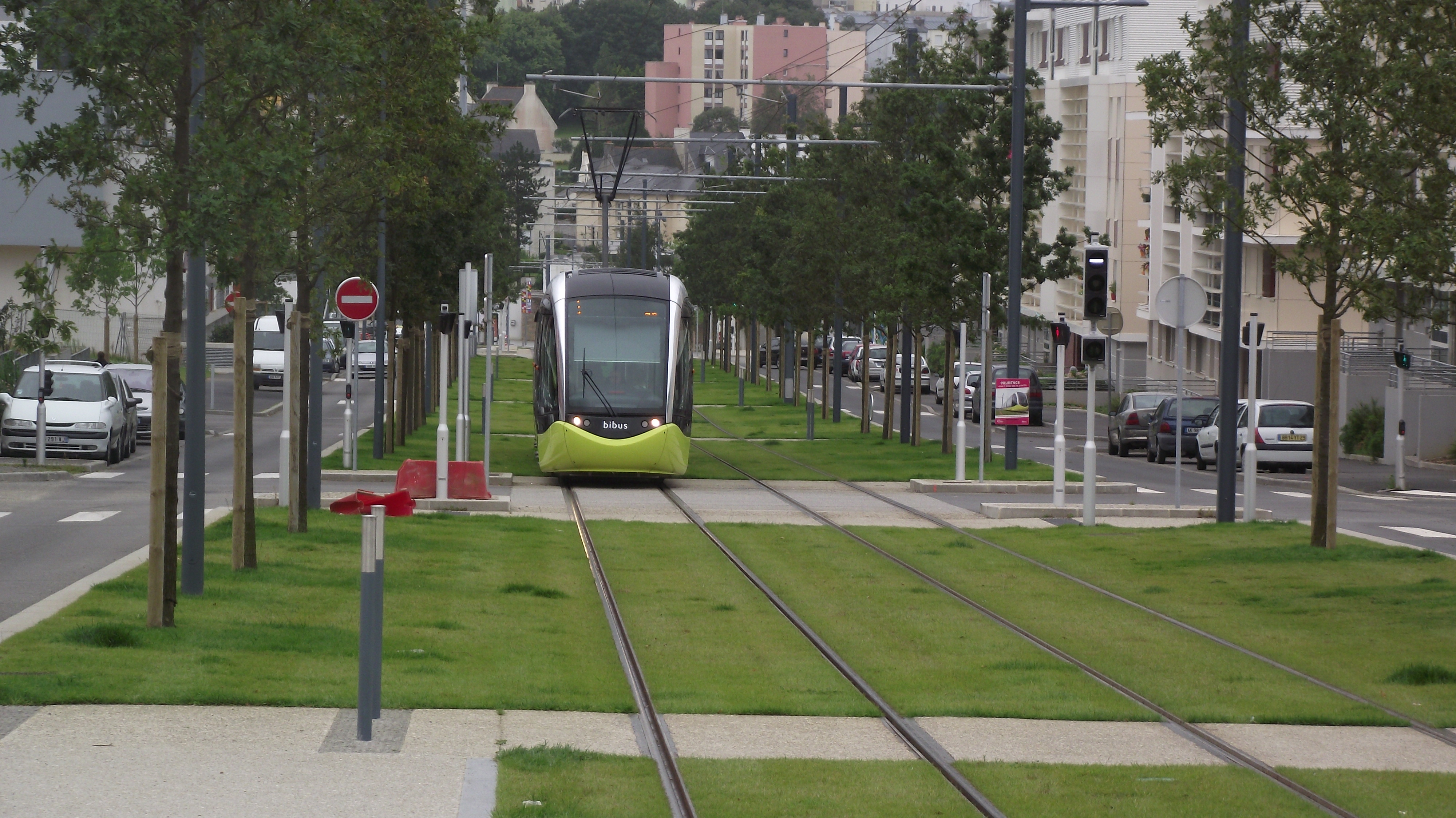
Rasengleis nahe der Haltestelle Pontanézen.

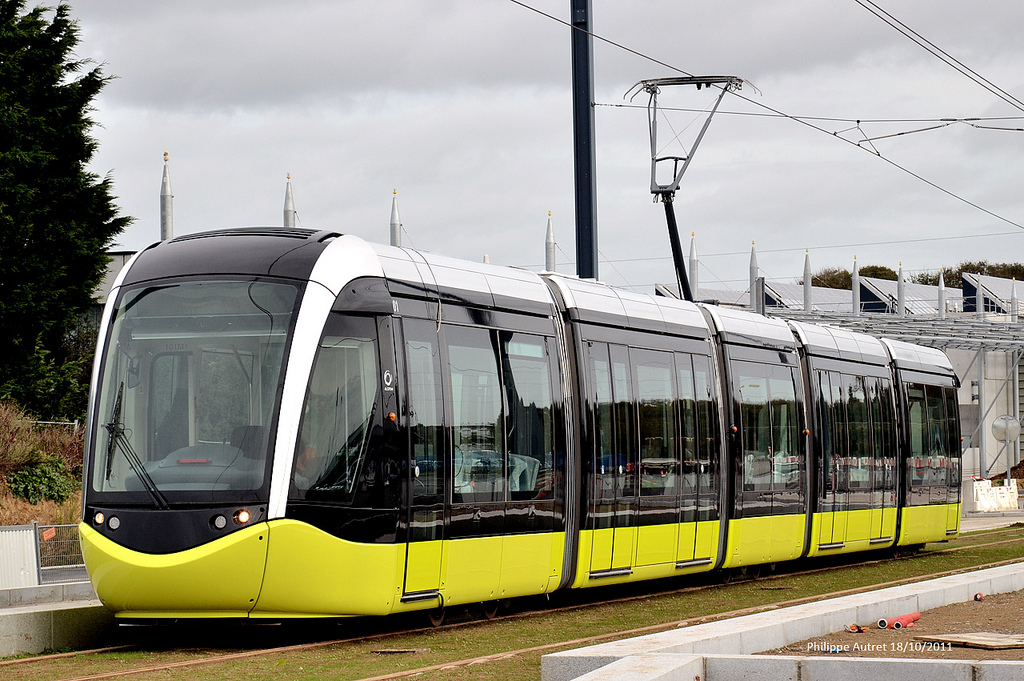
Alstom Citadis 302 im Probebetrieb 2011.

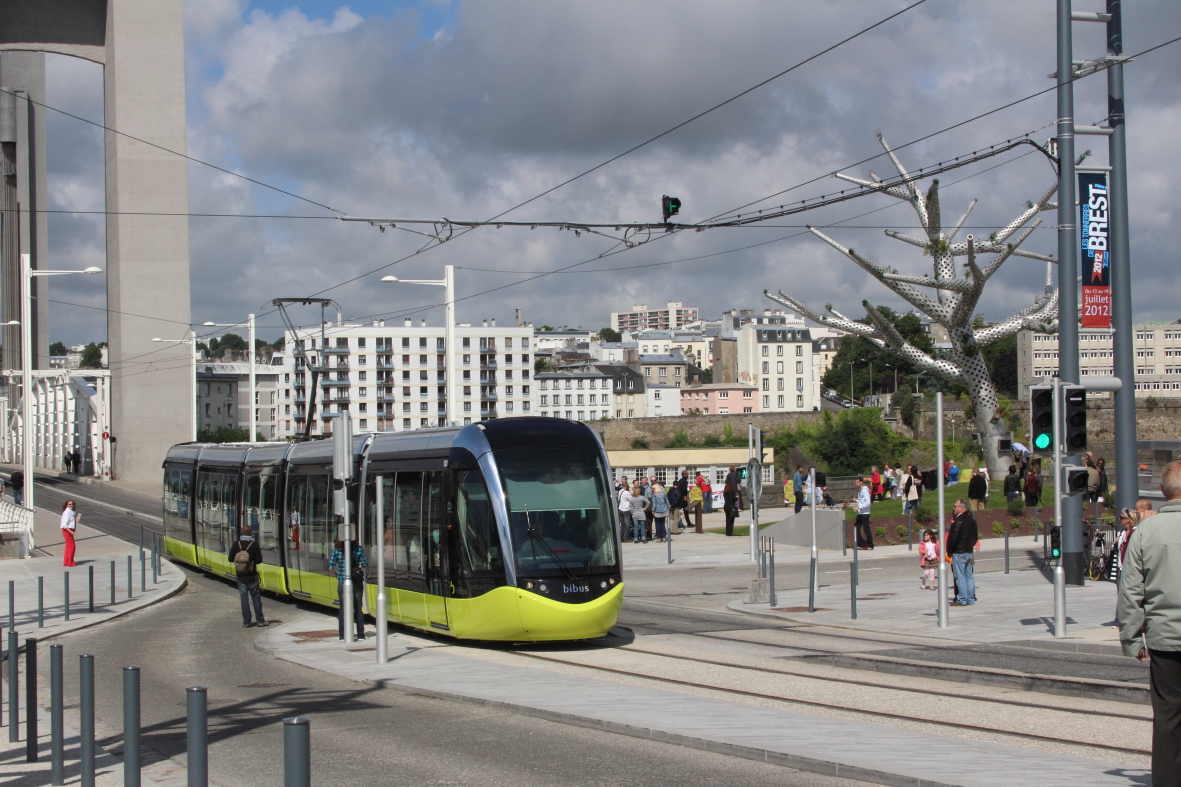
Straßenbahn verlässt die Hubbrücke Pont de Recouvrance.

Der Bau der heutigen Linie A wurde im Jahr 2004 von den Abgeordneten des Verdichtungsraums Brest beschlossen. Die Baukosten wurden auf 300 Millionen Euro veranschlagt, die Inbetriebnahme sollte am 23. Juni 2012 erfolgen. Der Gleisbau begann im März 2010. Eine Besonderheit des Straßenbahnnetzes von Brest besteht darin, dass die Information dreisprachig auf Französisch, Englisch und Bretonisch erfolgt. Dies umfasst sowohl die Ansagen, Zielanzeigen, Haltestellennamen als auch die Fahrpläne.

### Bauträger
Bauherr der Straßenbahn ist die SemTram im Namen und auf Rechnung des Kommunalverbandes Brest métropole océane. Es handelt sich um ein Konsortium der Unternehmen SEM du TCSP (SEM du transport en commun en site propre de la communauté urbaine de Brest) und Egis Rail. Die SEM du TCSP ist ein Gemischtwirtschaftliches Unternehmen mit einem Kapital von 150 000 €, gegründet im April 2006 gemäß Beschluss vom 16. Dezember 2005. Ihre Aufgabe ist die Sicherstellung des Projektmanagements der Bauarbeiten für die erste Linie der Straßenbahn Brest.
Sie umfasst die folgenden sieben Partner:
- Kommunalverband Brest
- Département Finistère
- Industrie- und Handelskammer Brest
- Caisse des Dépôts et Consignations
- Crédit Agricole Finistère
- Crédit Mutuel
- Sparkasse der Bretagne.

### Finanzierung
Die Kosten des Projekts belaufen sich auf 290 Millionen Euro (Stand 2006), die sich wie folgt aufteilen:
- Ingenieurleistungen und Projektmanagement: 53 Millionen Euro
- Bau des Betriebshofs: 19 Millionen Euro
- Kauf des Rollmaterials: 63 Millionen Euro
- Kunstbauten: 7 Millionen Euro
- Gleisbau und Ausrüstung: 156 Millionen Euro

Die Finanzierung erfolgt durch die städtische Transportsteuer (versement transport), durch Kredite, Zuschüsse des Staats und der Region, Einnahmen des Verkehrsbetriebs und Werbung.

### Streckenverlauf
Die Strecke verläuft längs einer Achse von Südwest nach Nordost.
Ausgehend von der Route du Conquet im Südwesten erschließt sie die Viertel Saint-Pierre-Quilbignon und Recouvrance und überquert dann die Hubbrücke Pont de Recouvrance (die umfassend erneuert wurde). Im Ortsteil Recouvrance verläuft die Strecke mit einer Steigung von 8,59 % auf der Rue Saint Exupéry, dies ist die größte Steigung, die in einem französischen Straßenbahnnetz befahren wird. Nach der Hubbrücke folgt sie der Rue de Siam bis zum Place de la Liberté von wo aus sie der Rue Jean-Jaurès hinauf bis zum Place de Strasbourg folgt. Hier verzweigt sich die Strecke: ein Ast verläuft zum Gewerbegebiet Kergaradec, der andere nach Froutven.

### Haltestellen
Die Linie bedient 28 Haltestellen auf einer Strecke von 14,3 Kilometern, das entspricht einem mittleren Haltestellenabstand von 500 Metern.
Die endgültigen Haltestellennamen wurden ein Jahr vor der Eröffnung der Straßenbahn am 22. Juni 2011 bekanntgegeben, mit Ausnahme der Haltestelle Polygon.

### Rollmaterial
In Brest werden fünfteilige Niederflur-Multigelenkwagen des Typs Alstom Citadis 302 eingesetzt.
Am 29. Mai 2008 wählte eine Jury aus 123 Menschen die Gestaltung der künftigen Straßenbahnwagen aus. Die Wagen sind anisgrün lackiert, der Innenraum ist himbeerrot und blau gestaltet. Das äußere Design erinnert an die Form einer Welle, mit großen Glasflächen.
Nachdem Brest die Gestaltung seiner Züge Dijon überlassen hatte, wo im Herbst 2012 auch ein Straßenbahnnetz in Betrieb gegangen ist, unterzeichneten Brest und Dijon am 27. November 2008 eine Vereinbarung zur gemeinsamen Beschaffung des Rollmaterials, um einen Auftrag über 53 Züge anstelle von nur 20 Zügen allein für Brest ausschreiben zu können.
Am 15. September 2009 wurde von den Kommunalverbänden der Großräume Brest und Dijon bekannt gegeben, dass Alstom die Ausschreibung für die Lieferung der Straßenbahnwagen (20 für Brest, 33 für Dijon) zu einem Gesamtpreis von 106 495 483 Euro gewonnen hat. (42,6 Millionen Euro für Brest und 63,8 Millionen Euro für Dijon) Dies sei eine Ersparnis von 24 % verglichen mit den ursprünglichen Ansätzen und fast 30 % im Vergleich zu kürzlich unterzeichneten Verträgen, wie zum Beispiel in Marseille, gaben die Abgeordneten beider Kommunalverbände bekannt.

## Die geplante zweite Strecke
Der Kommunalverband Brest Métropole Océane gab im Februar 2010 bekannt, dass bereits Studien für den Bau einer zweiten Strecke begonnen wurden. Bürgermeister François Cuillandre fügte außerdem hinzu: „Wir sind überzeugt, dass man die zweite Strecke fordern wird, sobald die erste in Betrieb ist.“

### Streckenverlauf
Die Strecke könnte 8 Kilometer lang von Nordwesten nach Süden verlaufen und das Krankenhaus Cavale Blanche mit dem Hafen verbinden. Der Linienweg entspräche der ehemaligen Buslinie 2.
Diese Straßenbahnstrecke könnte als Tram-Train nach Relecq-Kerhuon oder sogar bis Landerneau oder Morlaix verlängert werden, wenn eine Einigung mit dem Generalrat des Départements Finistère gefunden werden kann.
Während des Baus der ersten Strecke im Jahr 2011 wurden verschiedene Vorleistungen erbracht, um den Bau der zweiten Linie ohne gravierende Störung des Betriebs auf der ersten zu ermöglichen: So findet man am Place de la Liberté eine rechtwinklige Gleiskreuzung zum Boulevard Clemenceau und eine Weiche für eine zukünftige Verbindung beider Strecken.
Jedoch stellen sich größere Probleme als beim Bau der ersten Strecke (insbesondere der Umbau des Place Albert I. und seines Tunnels), und die Querung der Robert Schuman-Brücke und der Villeneuve-Brücke, wenn die Strecke bis zum Krankenhaus Cavale Blanche fortgesetzt wird.
Eine mögliche Alternative für die zweite Linie wäre ein gemeinsamer Streckenabschnitt vom Hafen zum Place Albert I., von wo ein Ast über den Universitätscampus, Bellevue, die Handelsschule zum Krankenhaus Cavale Blanche entlang der jetzigen Buslinie 5 verlaufen würde. Der zweite Ast würde entlang der Rue Paul Doumer, dem Boulevard Léon Blum verlaufen und dann die Viertel Kerichen, Lambézellec und Loscoat erschließen.

### Haltestellen
Obwohl Namen und Lage der Haltestellen noch nicht festgelegt sind, könnte die zweite Linie einen Großteil der Haltestellen der jetzigen Buslinie 2 zwischen Bahnhof und Bellevue bedienen.
So könnte sie folgende Haltestellen umfassen: Krankenhaus Cavale Blanche, Handelsschule, Eisbahn, Universitäten, Place Albert I., Place de la Liberté (wo eine Umstiegsmöglichkeit zur ersten Linie bestünde), Bahnhof, Port du château und Port de Commerce.

### Rollmaterial
Wenn die zweite Strecke als Tram-Train auf Eisenbahngleisen weitergeführt werden soll, müssen an Eisenbahnstrecken angepasste, schwerere Fahrzeuge eingesetzt werden.
Im April 2023 wurde bekanntgegeben, dass für die zweite Strecke acht fünfteilige Fahrzeuge des Typs Citadis 305 von Alstom beschafft werden, welche ab Oktober 2025 ausgeliefert werden sollen und deren Beschaffung im Rahmen einer gemeinsamen Bestellung mit den Straßenbahnbetrieben in Besançon und Toulouse erfolgen wird.